# N818 (België)
De N818 is een gewestweg in de Belgische provincie Luxemburg tussen Chassepierre (N83 en de Franse grens bij Messincourt waar de weg over gaat in de D17A. De route heeft een lengte van ongeveer 6 kilometer en bestaat uit twee rijstroken voor beide rijrichtingen samen.